# Яшкільдіно (Красноармійський район)
Яшкі́льдіно (рос. Яшкильдино, чув. Ешкилт) — присілок у складі Красноармійського району Чувашії, Росія. Входить до складу Ісаковського сільського поселення.
Населення — 109 осіб (2010; 129 у 2002).
Національний склад:
- чуваші — 100 %